# Сэмуайз Гэмджи
Сэ́муайз Гэ́мджи (англ. Samwise Gamgee, варианты перевода — Сэмиус Гэмджи, Сэмиус Гужни, Сэммиум Скромби, в обиходе — Сэм (англ. Sam)) — в легендариуме Дж. Р. Р. Толкина хоббит, один из ключевых персонажей романа «Властелин Колец», являющийся архетипичным спутником и слугой протагониста, Фродо Бэггинса. Прототипами персонажа послужили солдаты британской армии времён Первой мировой войны, в которой Толкин принимал участие.
По сюжету романа Сэмуайз Гэмджи, садовник Фродо Бэггинса, сопровождает его в походе с целью уничтожения Единого Кольца, которое Фродо получил в наследство от своего дяди. Толкин называет Сэма Гэмджи главным героем романа, и бо́льшая часть путешествия хоббитов через Итилиэн и Мордор описана с его точки зрения. Сэм также является одним из создателей Алой Книги, которая по авторскому замыслу играет роль основного источника истории Средиземья.

## Литературная биография
Сэмуайз Гэмджи впервые появляется в «Братстве Кольца». Он был садовником Фродо Бэггинса, унаследовав эту должность от своего отца, Хэмфаста «Гэффера» Гэмджи. В период Войны Кольца Сэм жил в доме 3 по Бэгшот Роу вместе с отцом.
В «наказание» за то, что Сэм подслушивал разговор Гэндальфа с Фродо о Кольце Всевластья, Сэм стал спутником Фродо в его путешествии в Ривенделл. Их сопровождали Мериадок Брендибак и Перегрин Тук, двоюродные братья Фродо. В трактире «Гарцующий пони» их вызвался проводить к Ривенделлу следопыт Арагорн, которому Сэм не доверял вплоть до встречи с эльфом Глорфинделом. В Ривенделле, где состоялся совет Элронда, Сэм вошёл в Братство Кольца.
Когда Братство распалось у водопада Раурос, Сэм уговорил Фродо взять его с собой в Мордор. Поскольку Фродо становился всё слабее под бременем Кольца, Сэм нёс большую часть поклажи, готовил еду, стоял на страже по ночам (когда мог) и распределял пищу таким образом, чтобы Фродо имел достаточно сил для продолжения пути. Он защищал Фродо и заботился о нём, когда хоббиты шли через опасные земли, подходя всё ближе к Мордору. Сэм не доверял Голлуму, который стал их проводником в Мордор.
После того, как Шелоб, гигантская паучиха, по мнению Сэма, убила Фродо, Сэм бросился на неё с мечом, ранил и принудил отступить. Когда на месте схватки появился отряд орков, Сэм был вынужден покинуть, как он думал, мёртвого господина и взять с собой Кольцо (таким образом ненадолго став его Хранителем). Под влиянием Кольца он впал в искушение той властью, которую оно могло бы ему дать, но не поддался ему. Используя невидимость, даруемую Кольцом, он спас Фродо (который был только парализован) от орков, взявших его в плен. Затем оба хоббита в одиночестве прошли через Мордор прямо в середину Роковой Горы, где Голлум напал на Фродо и отнял у него Кольцо, только чтобы непреднамеренно уничтожить и его, и себя, упав в огненную пропасть Ородруина.
После возвращения хоббитов домой и Битвы при Байуотере Сэм прошёл по всему Ширу, заново сажая деревья, срубленные в ходе краткого владычества Сарумана. Он использовал силу подаренной ему Владычицей Галадриэлью земли, которая заставляла саженцы расти гораздо быстрее обычного. Небольшое оставшееся после этого количество почвы он отнёс к Трёхчетвертному камню (находившемуся примерно в центре Шира) и развеял по ветру, вызвав тем самым период бурного роста растений Шира, начавшийся весной 1420 года Л.Ш. Однако самым великим чудом стало молодое дерево маллорн, выросшее на Праздничной лужайке, «единственный маллорн к западу от Гор и к востоку от Моря» (орех, плод маллорна, также входил в дар Галадриэль Сэму).
После Войны Кольца Сэм женился на Розе «Рози» Коттон и переехал в Бэг Энд, где жил вместе с Фродо. У Сэма и Рози было тринадцать детей: Эланор Прекрасная, Фродо, Роза, Мерри, Пиппин, Златовласка, Хэмфаст, Дэйзи, Примула, Бильбо, Руби, Робин и Толман (Том). Сэм избирался мэром Шира семь последовательных сроков по семь лет и в течение этого времени стал известен как Сэмуайз Гарднер.
После рождения первого ребёнка Сэма и Розы стало известно, что Фродо покидает Средиземье вместе с Бильбо, Гэндальфом и большинством из оставшихся Высоких Эльфов (лесные эльфы в тот момент ещё оставались в Средиземье), отправляясь в Бессмертные Земли. Фродо перед отплытием отдал Бэг Энд Сэму, а также поручил ему закончить Алую Книгу Западных пределов, намекая на то, что и Сэму через какое-то время может быть позволено уплыть на Запад.
После смерти жены в 61 году Ч. Э. (1482 г. Л.Ш.) Сэм отдал Алую Книгу Эланор и покинул Шир в возрасте 102 лет. Более в Средиземье его не видели, а Эланор и её потомки сохраняли традицию, говорящую о том, что он ушёл в Серые Гавани и уплыл на Запад. Ему, как последнему из Хранителей Кольца, было даровано право пересечь Великое Море и воссоединиться с Фродо в Бессмертных Землях.

Что до Фродо или прочих смертных, им дано было прожить в Амане лишь ограниченный срок — будь то краткий или долгий. Валар не обладали ни властью, ни правом наделять их «бессмертием». Их пребывание там было своего рода «чистилищем», но «чистилищем», дарующим мир и исцеление, и со временем они бы ушли (умерли по собственному пожеланию и своей волей) к предназначению, о котором эльфы ничего не ведали.— Карпентер Х. Письмо № 325. К Роджеру Ланслину Грину // Джон Рональд Руэл Толкин. Письма / Под ред. С. Таскаевой; пер. с англ. С. Лихачевой

## Личные качества
В начале повествования Сэм, как типичный хоббит, никогда не уходит далеко от своего дома. Необычным для хоббитов было то, что Сэмуайз любил слушать легенды и рассказы Бильбо Бэггинса о прежних временах. В этих историях Сэма больше всего интересовали эльфы, и он надеялся однажды увидеть их. Бильбо также обучил его грамоте. У Сэма были поэтические способности, что видно из случая в Лотлориэне, когда он завершил песню, сочинённую Фродо о Гэндальфе. Толкин придаёт особое значение «простенькой „деревенской“ любви» Сэма к Рози, которая «абсолютно необходима для постижения его … характера». По мнению Павла Парфентьева, Сэм, как и Арагорн, делает единственно правильный выбор между «следованием своему долгу» и возможностью «остаться с любимой».
Толкин писал:

На самом деле мой Сэм Гэмджи списан с английского солдата, с тех рядовых и денщиков, которых я знал во время войны 1914 года, и которым сам я уступал столь во многом.— Карпентер, Х. Часть 2. Глава VIII. Отряда больше нет // Джон Р. Р. Толкин. Биография / Под ред. С. Лихачевой; пер. с англ. А. Хромовой — С. 132—133
В литературе, посвящённой Первой мировой войне, присутствуют примеры преданности денщиков — солдат, которые были слугами офицеров. Радостную реакцию Сэма на обязанность сопровождать Фродо можно сравнить с энтузиазмом британских солдат, отправляющихся на войну и не осознающих, что их ждёт.
Сэм представляет собой традиционный в европейской литературе «образ слуги». «Один из самых маловероятных кандидатов на героизм» становится героем благодаря верности Фродо и выполнению задания. Марк Хукер утверждает о сходстве Сэма с Дживсом Пэлема Вудхауза и денщиками из произведений Грэма Сетона Хатчисона и Уильяма Ходжсона. Он также предполагает, что повышение социального статуса Сэма после Войны Кольца повторяет изменения в английском обществе после Первой мировой войны.
В эссе «„Беовульф“: чудовища и критики» Толкин пишет о «северной теории мужества» — распространённый в древнеанглийской литературе и скандинавской мифологии принцип вести борьбу до конца, несмотря на полное отсутствие надежды одержать победу. Вместе с этой теорией профессор Лидского университета Томас Шиппи выделяет свойственную хоббитам «теорию смеющегося мужества» — способность шутить и не терять присутствия духа в безнадёжной ситуации, которую из персонажей романа наиболее сильно проявляет Сэмуайз Гэмджи. Эта идея присутствует в воспоминаниях участников Первой мировой войны, в том числе в книге Фрэнка Ричардса «Старые солдаты не умирают». Шиппи также отмечает, что в образе Сэма представлена «достославная черта англо-хоббичьего менталитета — неспособность заметить собственное поражение».
Решение Сэма взять Кольцо после, по его мнению, смерти Фродо рассматривается как один из примеров значимости свободного выбора в романе Дж. Р. Р. Толкина. П. Парфентьев отмечает смирение Сэма, которое позже помогло ему добровольно отказаться от Кольца.
Дж. Р. Р. Толкин критикует Сэма за эпизод, где он своей грубостью обрывает попытку раскаяния Голлума, и называет этот момент «самым трагическим в Повести», непосредственно приводящим к предательству Голлума. Он определяет проявившиеся в этой ситуации качества персонажа как «духовную близорукость, собою весьма гордую, самодовольство … и самоуверенность и готовность всё мерить и оценивать, исходя из ограниченного опыта». Но впоследствии Сэм удержался от желания убить предателя, и в результате Голлум сыграл существенную роль в уничтожении Кольца.

## Имена и титулы
В Приложениях к «Властелину Колец» Толкин говорит о том, что «истинная», или вестронская, форма имени Сэма — Баназир Гэлбаси (англ. Banazîr Galbasi, также произносилось как Гэлпси (англ. Galpsi)). «Баназир» происходит от элементов, означающих «недоумок» или «простак». «Гэлбаси» — производное от названия деревушки Гэлабас (англ. Galabas), которое, в свою очередь, состоит из корней galab- (в значении «дичь», англ. game) и bas- (соответствует английскому -wich или -wick в названиях населённых пунктов, означающему «деревня»). В роли «переводчика» Алой Книги Толкин придумал строгий английский перевод этого вестронского имени — Сэмвиз Гэммидж (англ. Samwís Gamwich), которое превратилось в Сэмуайз Гэммиджи (англ. Samwise Gammidgy), а в современном английском приобрело форму Сэмуайз Гэмджи.
На синдарине его имя звучит как Перхаэль (синд. Perhael, другой вариант — Берхаэль (синд. Berhael)). Король Элессар в письме отмечает, что ему больше подошло бы имя Пантаэль (синд. Panthael — «полностью умный»), чем Перхаэль (синд. «наполовину умный»). В черновиках последних глав «Властелина Колец», опубликованных Кристофером Толкином, Гэндальф называет Сэма Хартад Улуитиад (синд. Harthad Uluithiad — «неиссякаемая надежда»).
Фродо восторженно именует Сэма «Сэмуайзом Смелым» (англ. Samwise the stouthearted). В приложении к «Властелину Колец» говорится, что в 7 году Ч.Э. (1427 г. Л.Ш.) Сэм был избран мэром Шира на первый из своих семи последовательных сроков в первый раз. В 14 году Ч.Э. (1434 г. Л.Ш.) Элессар назначил его советником Северного Королевства. Автор присвоил Сэму и его потомкам распространённую в Англии фамилию Гарднер (англ. Gardner, от gardener — «садовник»).

## Концепция и создание
При написании «Властелина Колец» Сэмуайз Гэмджи изначально отсутствовал, но Кристофер Толкин находит некоторую его схожесть с Фродо Туком, ранним персонажем черновиков отца. Впоследствии Дж. Р. Р. Толкин написал на полях черновика фразу «Sam Gamgee», а к предложению, где Бинго (позже переименован во Фродо Бэггинса) решает идти один, добавлены слова — «с Сэмом». В процессе работы над романом автор называл Сэма «главным героем» и «наиболее тщательно прорисованным персонажем» произведения.
Сэму свойственны качества, которые отмечал Толкин в нескольких эссе по древнеанглийской поэме «Битва при Мэлдоне». На концепцию персонажа также оказало влияние творчество Уильяма Шекспира. В одном из писем Толкин сравнивает отношение Сэма к Голлуму с отношением Ариэля к Калибану в пьесе «Буря». Фраза «И не скажу я — „кончен День“» (англ. «I will not say the Day is done») в песне Сэма могла быть частично взята из пьесы Шекспира «Антоний и Клеопатра» («The bright day is done»). Некоторые исследователи считают, что в ситуации, когда «вдохновлённый свыше» Сэм перед боем с Шелоб произнёс молитву на незнакомом ему эльфийском языке, проявляется известный в христианской традиции дар говорения на язы́ках.

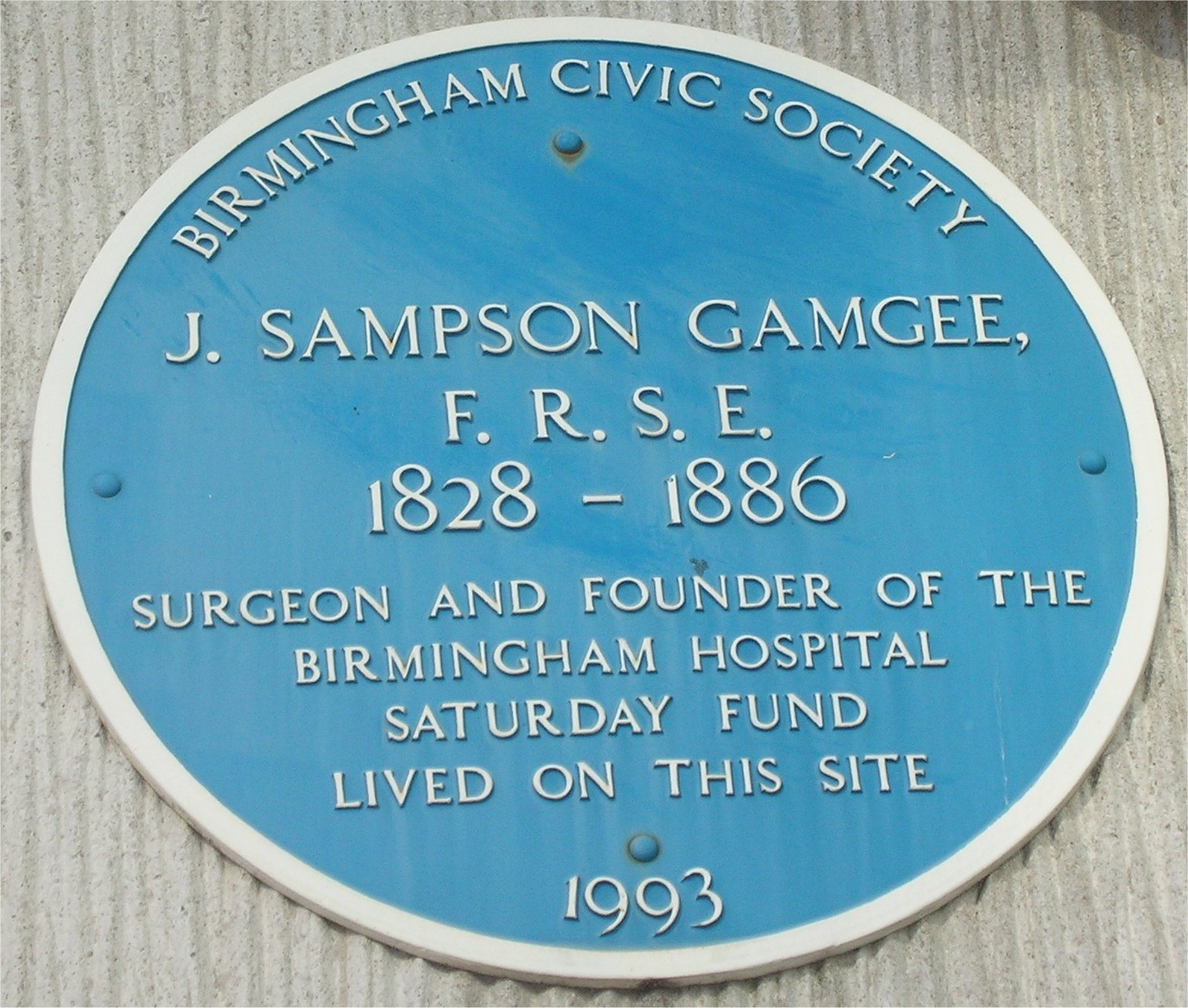
Мемориальная доска Сэмпсону Гэмджи на стене Бирмингемского репертуарного театра

Имя «Гэмджи» (англ. Gamgee) Толкин взял из разговорного бирмингемского слова, которое означает вату. Оно, в свою очередь, произошло от «ткани Гэмджи» — хирургической повязки, изобретённой в XIX веке бирмингемским хирургом Сэмпсоном Гэмджи. Толкин первоначально использовал его в качестве прозвища для человека, проживавшего в деревне Ламорна-Коув (графство Корнуолл, Англия):

Был там любопытный местный персонаж, старик, что бродил себе по округе, разнося сплетни, предсказывая погоду и тому подобное. Чтобы развлечь моих детей, я назвал его Стариком Гэмджи… Фамилию «Гэмджи» я выбрал в первую очередь для аллитерации; но я её не придумал. Она всплыла из детских воспоминаний, как смешное слово или имя. На самом деле, когда я был совсем маленьким, так называли вату (в Бирмингеме). (Отсюда ассоциации Гэмджи с Коттонами). О происхождении этого имени я ничего не знаю.— Карпентер, Х. Письмо № 257. К Кристоферу Бредертону // Джон Рональд Руэл Толкин. Письма / Под ред. С. Таскаевой; пер. с англ. С. Лихачевой
13 марта 1956 года Толкин получил письмо от некоего Сэма Гэмджи, который слышал, что его имя упоминалось во «Властелине Колец», но книгу не читал. 18 марта Толкин написал ответ, где рассказал известную ему историю фамилии, а впоследствии выслал Гэмджи три тома «Властелина Колец» с автографами. К 1971 году Толкин проследил происхождение фамилии «Гэмджи» от более ранней английской фамилии de Gamaches, которая, в свою очередь, происходит из форм Gamages, de Gamagis и de Gemegis.

## Образ Сэмуайза Гэмджи в адаптациях

### Изображения
Путешествие Фродо и Сэма стало основой для изображений разных художников. «Властелин колец» иллюстрировал Алан Ли, другие изображения созданы Тедом Несмитом, Джоном Хау и Анке Эйсманн.

### Кино и радио

Шон Эстин в роли Сэма в трилогии Питера Джексона

В 1957 году американская компания предложила Дж. Р. Р. Толкину снять мультфильм по «Властелину Колец». Согласно сценарию М. Г. Циммермана, Сэм оставляет Фродо с Шелоб и идёт к Роковой Горе один. В Саммат Наур на него нападает Фродо и отбирает Кольцо, а у Фродо Кольцо отнимает Голлум. Толкин раскритиковал изменения сюжета книги, и в конечном итоге проект не был реализован. В 1967 году также существовал проект экранизации «Властелина Колец» с участием группы The Beatles, в которой роль Сэма должен был исполнить Ринго Старр.
В анимационной версии «Властелина Колец» 1978 года Сэма озвучивал Майкл Скоулс, а для ротоскопирования роль исполнил Билли Барти. В мультфильме «Возвращение короля» 1980 года персонаж был озвучен Родди Макдауэллом. Билл Найи озвучил Сэма в радиосериале BBC «Властелин Колец» 1981 года.

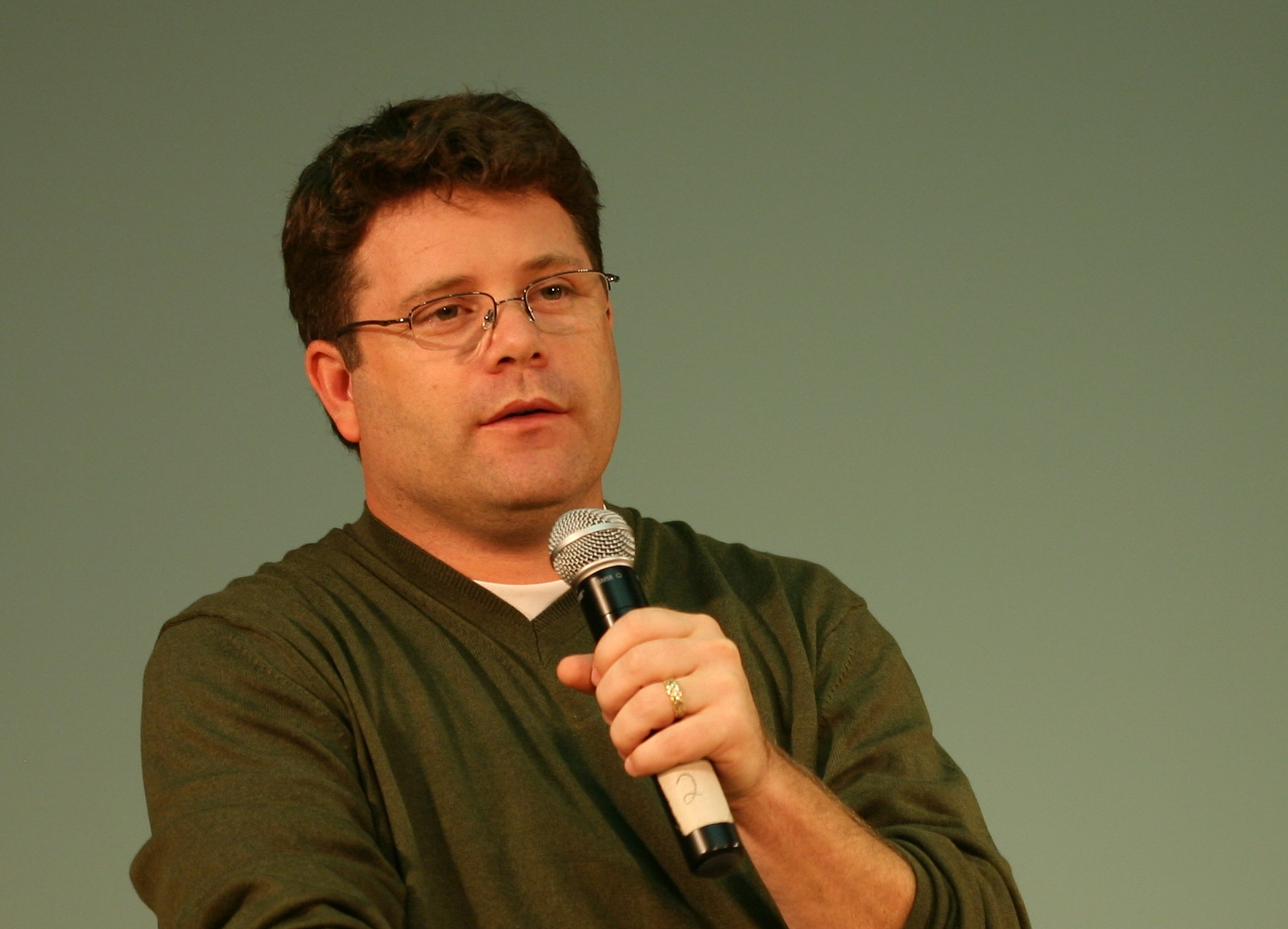
Шон Эстин в 2009 году

В кинотрилогии Питера Джексона роль Сэма сыграл Шон Эстин. Для этой роли актёру понадобилось набрать 30 фунтов веса (13,6 кг), чтобы соответствовать представлению режиссёра о внешности персонажа.
По мнению некоторых критиков, в экранизации уравнен статус Фродо и Сэма, что негативно сказалось на изображении отношений «офицера и денщика». Одно из самых значительных изменений сюжета книги происходит в фильме «Властелин колец: Две крепости», когда Фарамир решает отправить Кольцо в Гондор и берёт хоббитов с собой в осаждённый Осгилиат. После спасения Фродо от назгула Сэм произносит речь о героях легенд, на фоне которой происходят события Битвы при Хорнбурге и Падения Изенгарда. Фарамир под её влиянием отпускает хоббитов. Томас Шиппи усматривает здесь возможную «демократизацию» сюжета, подобно влиянию Пиппина на решение энтов идти на Изенгард. По мнению Шиппи, Сэм «стал пророком, представителем философской основы фильма, и Фарамир, подслушав разговор Сэма с Фродо, вынужден признать это».
В путешествии хоббитов с Голлумом Джексон больше акцентирует внимание на желании Голлума разъединить Фродо и Сэма — в результате, в экранизации есть эпизод, в котором Фродо отправляет Сэма домой. Несмотря на это, Сэм возвращается и продолжает помогать своему господину.
Игра Эстина в фильме «Властелин колец: Возвращение короля» была высоко оценена критиками. Согласно результатам опроса на сайте IMDb, из актёрского состава фильма Астин больше всех заслужил номинацию на «Оскар». Актёр был награждён премией «Сатурн» и наградами кинокритиков Лас-Вегаса и Сиэтла. Журнал Entertainment Weekly расположил Сэма Гэмджи на седьмом месте среди «величайших напарников». Веб-сайт UGO Networks включил его в свой список лучших героев всех времён.

### Компьютерные игры
Одно из первых появлений персонажа в компьютерных играх происходит в игре 2002 года The Fellowship of the Ring. По сюжету игры Фродо начинает путешествие самостоятельно, а Сэм присоединяется к нему вместе с Мерри и Пиппином на ферме Мэггота. В стратегии War of the Ring Сэм принимает участие только в миссии «Лотлориэн».
В игре The Return of the King Сэм является персонажем трёх уровней, объединённых в сюжетную линию «Путь хоббитов». В серии стратегий The Battle for Middle-earth у него есть в наличии способности, характерные и для других хоббитов — эльфийский плащ и бросание камней. В миссии «Логово Шелоб» Сэм использует предметы, которые изначально принадлежат Фродо — меч Жало и фиал Галадриэль.
В игре «Властелин Колец Онлайн» Сэма можно встретить в Бакленде, Ривенделле и на кургане Керин Амрот в Лотлориэне. В Aragorn’s Quest Сэмуайз Гэмджи, мэр Шира, выступает в роли рассказчика истории Арагорна и является неигровым персонажем. В игре предусмотрена возможность сыграть за его детей, Эланор и Фродо. Сэм появляется в игре 2012 года Lego The Lord of the Rings.

### Связанная продукция
Статуэтки Сэма на основе образа в экранизации были изготовлены компаниями Weta Workshop, Games Workshop и Sideshow Collectibles. Продукция Weta Workshop включает бюст Сэма и его статуэтку с пони Биллом. Компания Games Workshop выпустила фигурки персонажа для настольной игры The Lord of the Rings Strategy Battle Game. Фигурка Сэма есть в наборе LEGO The Lord of the Rings.